# Hieracium lachenalii
Hieracium lachenalii (нечуйвітер простий як Hieracium vulgatum) — вид рослин з родини айстрових (Asteraceae), поширений у Європі, на заході Азії, півночі Північної Америки.

## Опис
Рослини 30–60(–100+) см. Стебла проксимально волосаті (волоски 1–3+ мм), дистально волосаті й залозисті (волоски 1–2+ мм). Листя: базальних 3–8 +, стеблових 1–5 +; пластини (часто пурпурно-плямисті) від ланцетно-еліптичних до ланцетних, 50–100 × 10–50+ мм, довжина у 2–5 разів більша від ширини, основи зазвичай клиноподібні, іноді від округлих до обрізаних, поля ±зубчасті або цілі, верхівки гострі, волосаті, іноді голі. Сім'янки 2.5–3 мм. 

## Поширення
Поширений у Європі, на заході Азії (Туреччині, Азербайджані, Вірменії), півночі Північної Америки (Ґренландії, Канаді, пн. США).

## Галерея

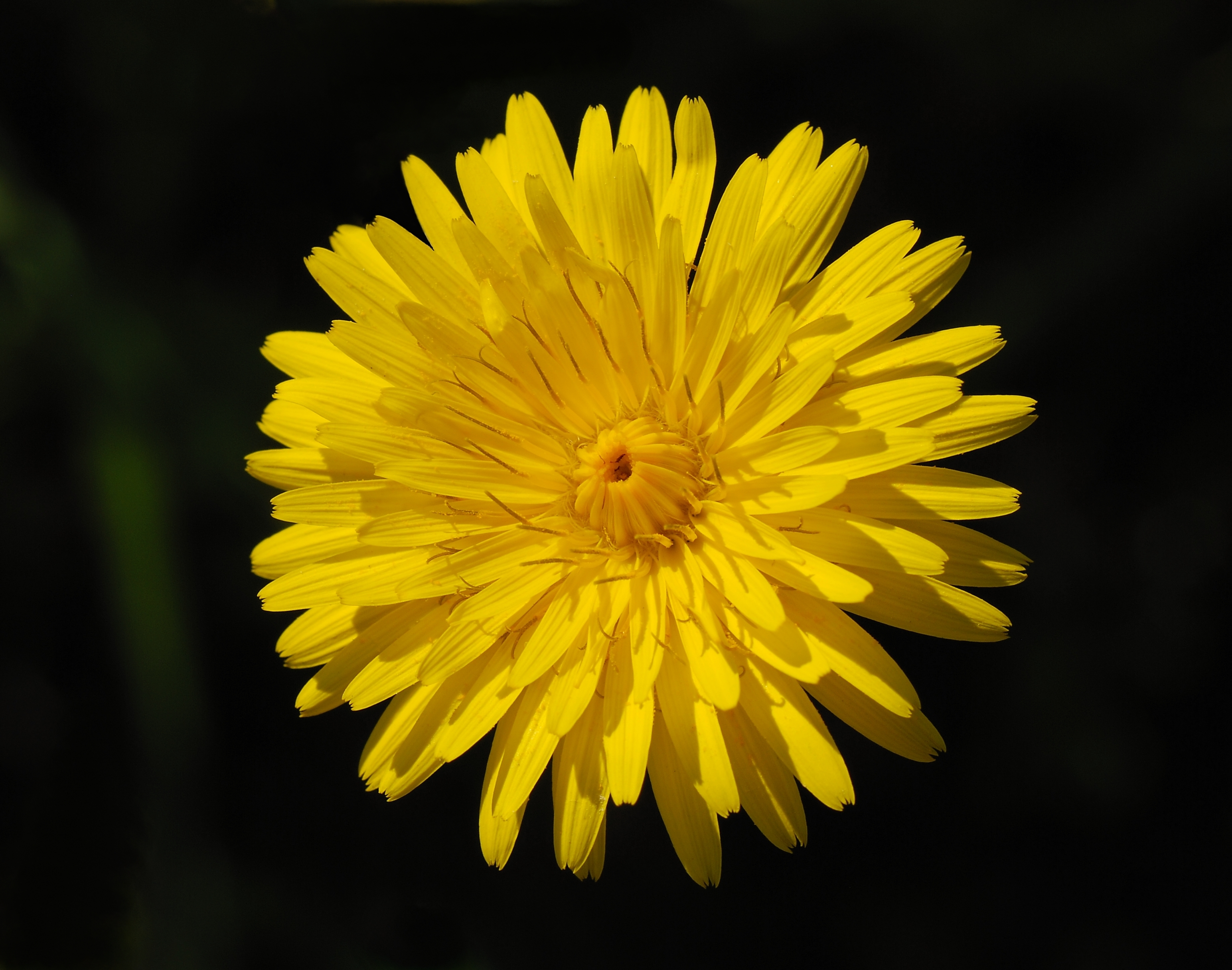
квіткова голова
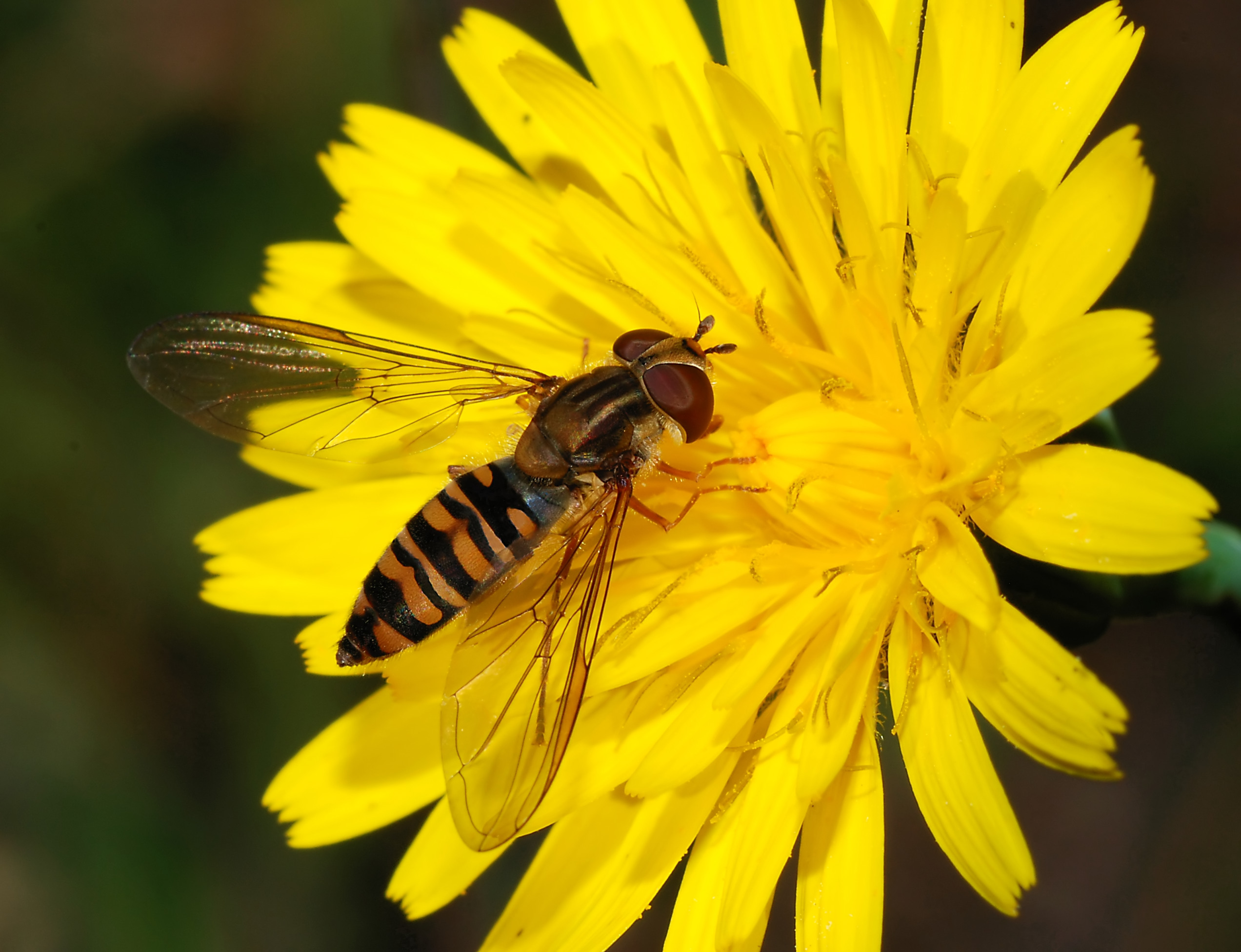
Episyrphus balteatus збирає нектар з H. lachenalii
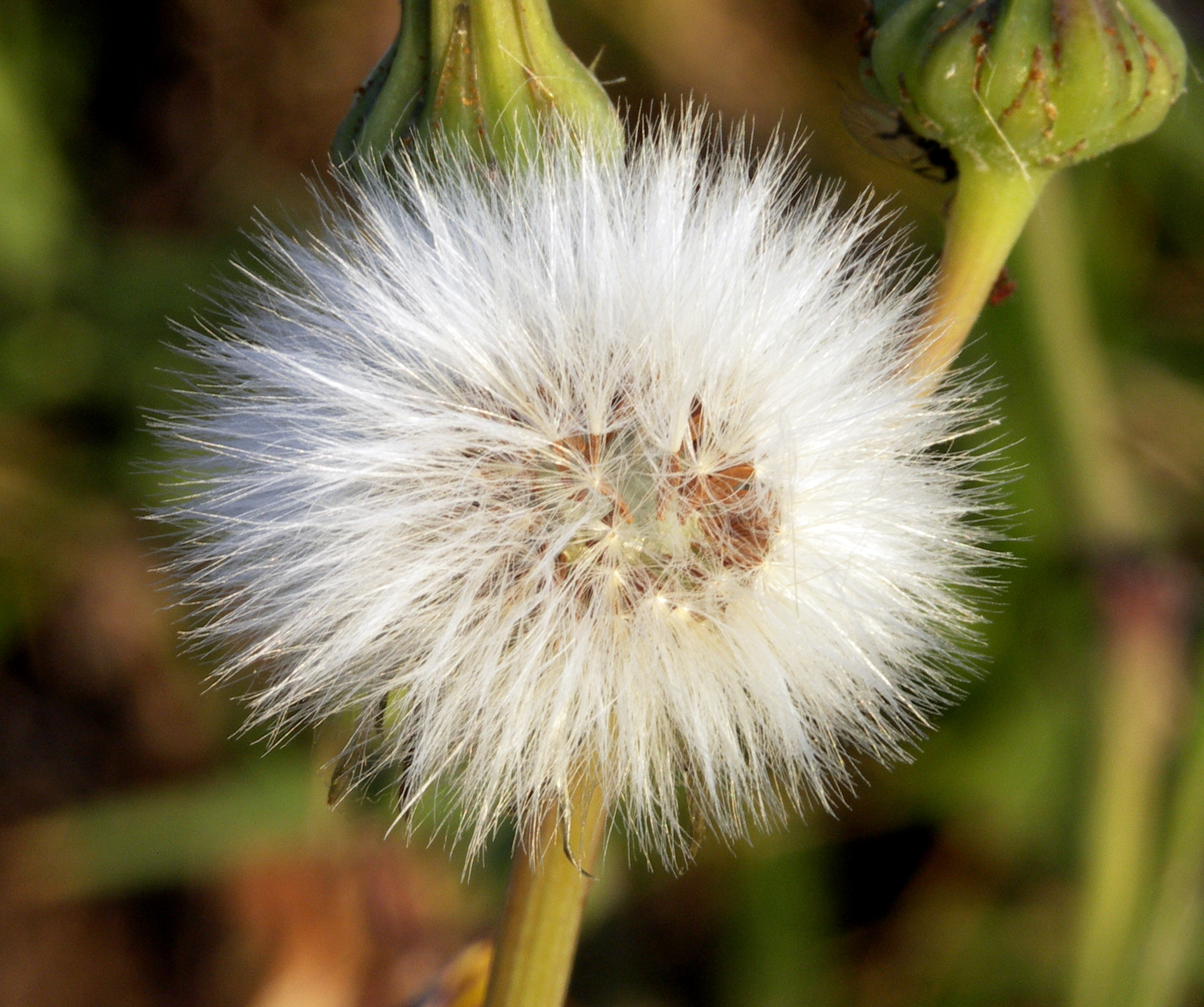
супліддя
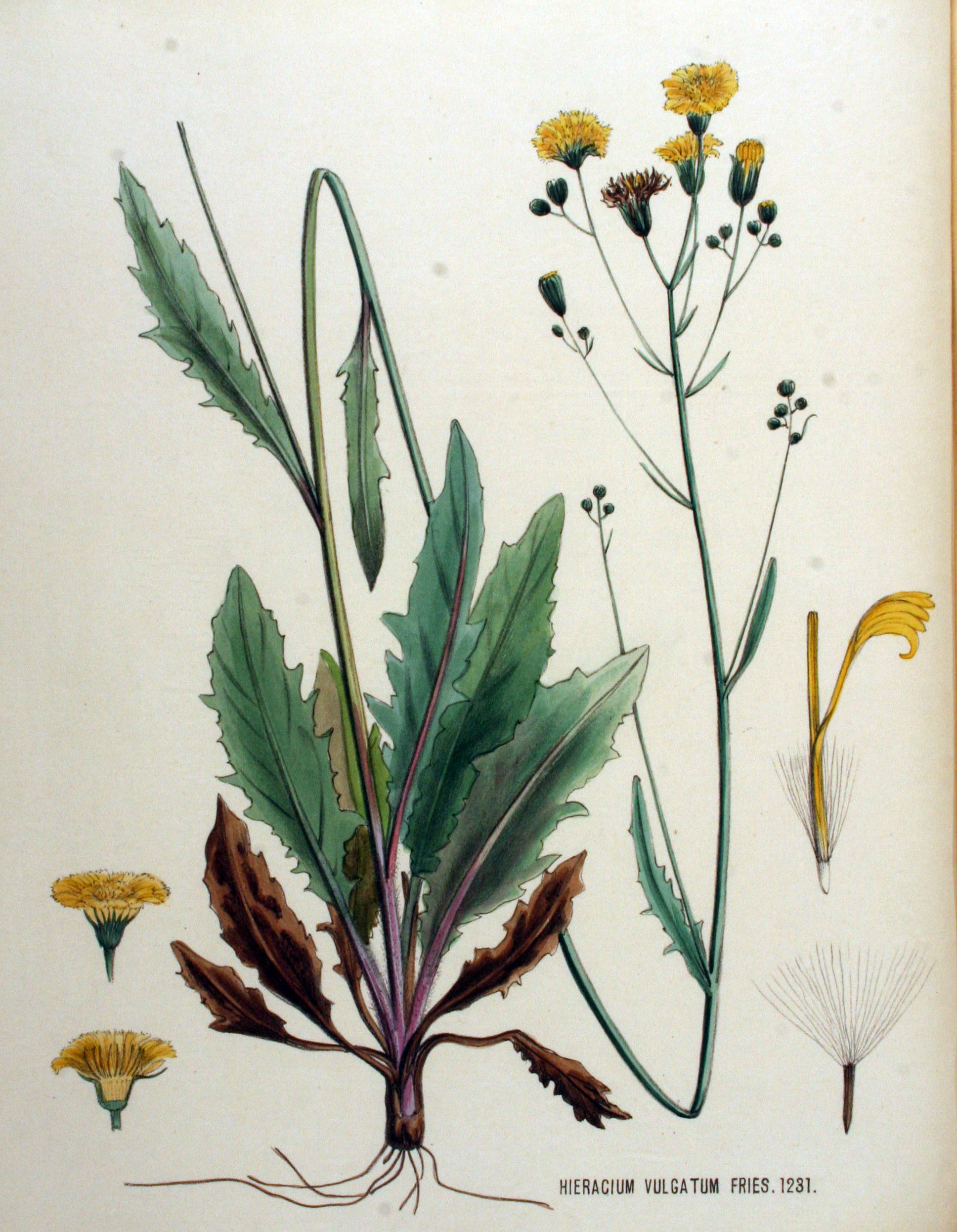
ілюстрація